# Laurie Walters
Laurie Walters (San Francisco, 8 gennaio 1947) è un'attrice statunitense, principalmente nota per il ruolo di Joanie Bradford, figlia aspirante attrice, nella serie televisiva La famiglia Bradford, dal 1977 al 1981.

## Biografia
Terminate le riprese della serie televisiva a cui deve il successo, partecipa come guest star ad altri telefilm statunitensi, come Cin cin.
Dal 1999 abbandona la scena artistica, trasferendosi a Los Angeles per dedicarsi all'ambientalismo.